# Mekhanika golovnogo mozga
Mekhanika golovnogo mozga (russisk: Механика головного мозга, da.: Hjernens mekanik) er en sovjetisk dokumentarfilm fra 1926 instrueret af Vsevolod Pudovkin.